# Grávalos
Grávalos település Spanyolországban, La Rioja autonóm közösségben. Grávalos Alfaro, Cervera del Río Alhama, Igea, Cornago, Villarroya, Quel és Autol községekkel határos. Lakosainak száma 185 fő (2024).

## Népesség
A település népessége az elmúlt években az alábbi módon változott:
| Lakosok száma | 269  | 248  | 250  | 248  | 229  | 211  | 192  | 185  | 178  | 185  |
|               | 2001 | 2004 | 2007 | 2009 | 2012 | 2014 | 2017 | 2019 | 2022 | 2024 |